# Lucio Sesto

Lucio Sesto is een metrostation in het stadsdeel municipio VII van de Italiaanse hoofdstad Rome. Het station werd geopend op 19 februari 1980 en wordt bediend door lijn A van de metro van Rome. Het is genoemd naar Lucius Sextius Lateranus, een Romeinse politicus uit de 4e eeuw.

## Ligging en inrichting
Lucio Sesto is een van de stations die onder de Via Tuscolana werden gebouwd ter vervanging van de tramdienst die sinds 1906 werd onderhouden. De bouw begon in 1963 en de oplevering was gepland voor 1966/67. Het standaardontwerp van lijn A voor de stations buiten de binnenstad werd ook bij Lucio Sesto gebruikt. Door het herzien van het ontwerp van de lijn onder de Via Appia Nuova werd de lijn pas in 1979 opgeleverd. De toegangen liggen op de hoeken van het kruispunt van de Via Tuscolana en de Via Lucio Sesto. De perrons zijn vanuit de verdeelhal bereikbaar met vaste trappen.